# Stazione di Ambérieu
La stazione di Ambérieu (in francese gare d'Ambérieu) è la principale stazione ferroviaria di Ambérieu-en-Bugey, Francia.